# Disperis kerstenii
Disperis kerstenii är en orkidéart som beskrevs av Heinrich Gustav Reichenbach. Disperis kerstenii ingår i släktet Disperis och familjen orkidéer.
Artens utbredningsområde är Tanzania. Inga underarter finns listade i Catalogue of Life.